# Thomas De Gendt
Thomas De Gendt (Sint-Niklaas, Flandes Oriental, 6 de novembre de 1986) és un ciclista belga, professional des del 2009 fins al 2024.
Després de dues temporades a l'equip Topsport Vlaanderen-Mercator el 2011 fitxà pel Vacansoleil-DCM. Va prendre part al Tour Down Under, en què acabà segon de la 4a etapa, per darrere Cameron Meyer. Després va disputar la Volta a l'Algarve, en què acabà en la 10a posició final. A la París-Niça aconseguí la victòria en la primera etapa de la cursa. A la Volta a Suïssa guanyà la setena etapa, en presentar-se en solitari a l'arribada.
El 2012 aconseguí el que fins al moment és el seu millor resultat, en acabar tercer al Giro d'Itàlia, alhora que guanyava l'etapa reina amb final al pas de l'Stelvio.
El 2016 guanyà una etapa al Tour de França i l'any següent una altra a la Volta a Espanya. També ha guanyat 5 etapes a la Volta Ciclista a Catalunya.

## Palmarès
- 2007
  - 1r al Stadsprijs Geraardsbergen
  - Vencedor d'una etapa a la Volta a Turíngia
  - Vencedor d'una etapa a la Volta a la província de Namur
- 2008
  - 1r al Gran Premi de Waregem
  - 1r al Triptyque des Monts et Châteaux i vencedor d'una etapa
  - Vencedor d'una etapa a la Volta a Navarra
  - Vencedor d'una etapa a la Volta a la província de Namur
  - Vencedor de 2 etapes al Tríptic de les Ardenes
- 2009
  - 1r a la Internationale Wielertrofee Jong Maar Moedig
  - Vencedor d'una etapa al Tour de Valònia
- 2011
  - Vencedor d'una etapa a la París-Niça
  - Vencedor d'una etapa a la Volta a Suïssa
  - Vencedor d'una etapa al Circuit de Lorena
- 2012
  - Vencedor d'una etapa al Giro d'Itàlia
  - Vencedor d'una etapa a la París-Niça
- 2013
  - Vencedor d'una etapa a la Volta a Catalunya
- 2016
  - Vencedor d'una etapa a la Volta a Catalunya
  - Vencedor d'una etapa al Tour de França
- 2017
  - Vencedor d'una etapa al Critèrium del Dauphiné
  - Vencedor d'una etapa a la Volta a Espanya
- 2018
  - Vencedor d'una etapa de la Volta a Catalunya
  - Vencedor d'una etapa al Tour de Romandia
- 2019
  - Vencedor d'una etapa de la Volta a Catalunya
  - Vencedor d'una etapa del Tour de França
- 2021
  - Vencedor d'una etapa a la Volta a Catalunya
- 2022
  - Vencedor d'una etapa al Giro d'Itàlia

### Resultats al Tour de França
- 2011. 63è de la classificació general
- 2013. 96è de la classificació general
- 2015. 67è de la classificació general
- 2016. 40è de la classificació general. Vencedor de la 12a etapa
- 2017. 51è de la classificació general
- 2018. 65è de la classificació general
- 2019. 60è de la classificació general. Vencedor d'una etapa
- 2020. 52è de la classificació general
- 2021. 82è de la classificació general

### Resultats al Giro d'Itàlia
- 2012. 3r de la classificació general. Vencedor d'una etapa
- 2014. 65è de la classificació general
- 2019. 51è de la classificació general
- 2020. 41è de la classificació general
- 2021. No surt (16a etapa)
- 2022. 74è de la classificació general. Vencedor d'una etapa

### Resultats a la Volta a Espanya
- 2012. 62è de la classificació general
- 2013. Exclòs (10a etapa)
- 2015. Abandona (14a etapa)
- 2016. 65è de la classificació general
- 2017. 57è de la classificació general. Vencedor d'una etapa
- 2018. 67è de la classificació general.  1r de la Classificació de la muntanya
- 2019. 56è de la classificació general
- 2022. 80è de la classificació general
- 2023. 99è de la classificació general
- 2024. 88è de la classificació general